# IC 1639
IC 1639 — галактика типу P (особлива галактика) у сузір'ї Кит.
Цей об'єкт міститься в оригінальній редакції індексного каталогу.